# Kyle Reese
Kyle Reese este un personaj principal din primul film Terminator, tatăl postum al lui John Connor și iubitul Sarei Connor. Este interpretat de Michael Biehn în primele filme din seria Terminator, de Jonathan Jackson în serialul de televiziune și de adolescentul Anton Yelchin în Terminator Salvation.